# Andrena squamata
Andrena squamata là một loài Hymenoptera trong họ Andrenidae. Loài này được Wu mô tả khoa học năm 1990.